# تاريخ منطقة يوسيميتي

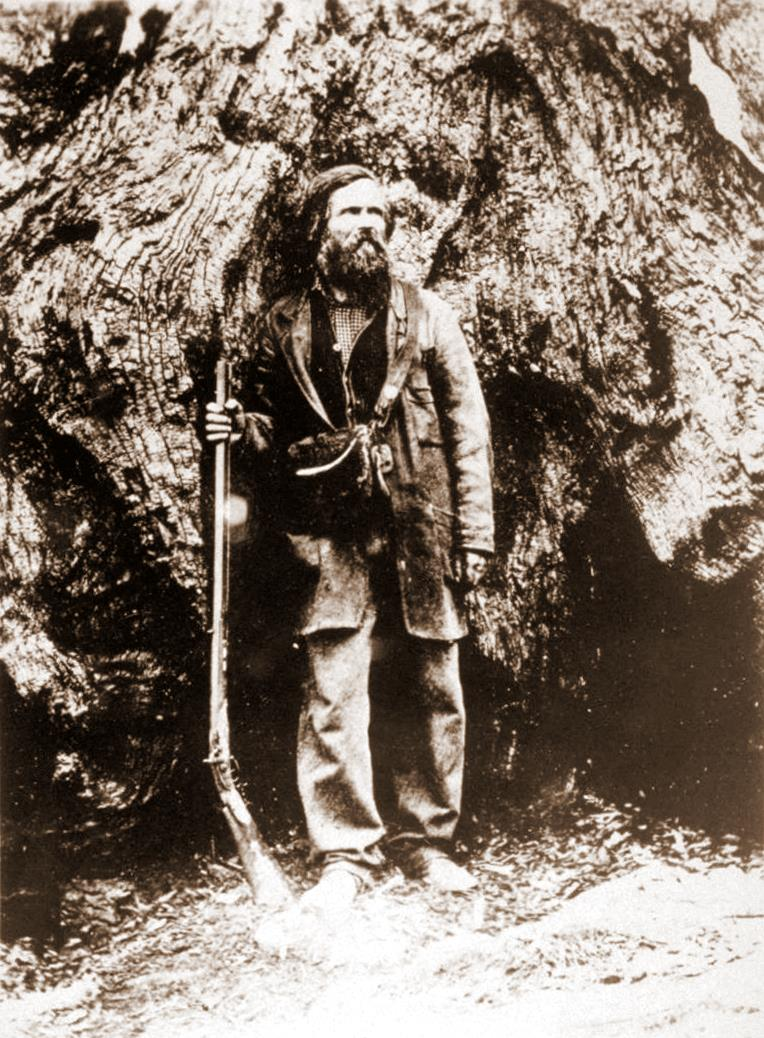
جالين كلارك، الحارس الأول على وادي يوسميتي وبستان ماريبوسا، صوّر أمام شجرة عملاقة رمادية، بستان ماريبوسا حوالي عام 1858 في شهر سبتمبر.

لأكثر من 3000 سنة عاشت جماعات سييرا ميوك، مونو، بايوت، وغيرها من الجماعات الأمريكية الأصلية وسط منطقة سييرا نيفادا في كاليفورنيا. عندما زار الأمريكيون الأوروبيون لأول مرة المنطقة التي أصبحت لاحقًا حديقة يوسيميتي الوطنية، كانت مجموعة من الأمريكيين الأصليين تسمى أهونيتشي يعيشون في وادي يوسيميتي. وأدت حمى الذهب في كاليفورنيا في منتصف القرن التاسع عشر إلى زيادة كبيرة في عدد السكان غير الأصليين في المنطقة. تصاعدت التوترات بين الأمريكيين الأصليين والمستوطنين البيض في حرب ماريبوسا. وكجزء من هذا الصراع، قاد المستوطن جيمس سافاج كتيبة ماريبوسا إلى وادي يوسيميتي عام 1851، في مطاردة الأهوانيشي (Ahwaneechees) بقيادة تينايا. تقرير الكتيبة، وخاصة من الدكتور لافاييت بونيل، زاد شعبية وادي يوسيميتي كمكان ذا مناظر طبيعية خلابة.
عام 1864، تم نقل وادي يوسيميتي وبستان ماريبوسا من أشجار السيكويا العملاقة من الملكية الفدرالية إلى ملكية الدولة. أصبح غالين كلارك أول حارس للحديقة. تم تجهيز الظروف في وادي يوسيميتي لتصبح أكثر مضيافة للناس وتم تحسين الوصول إلى الحديقة في أواخر القرن التاسع عشر. وقد شعر عالم الطبيعة جون موير وغيره بالقلق إزاء الاستغلال المفرط للمنطقة. ساعدت جهودهم على إنشاء حديقة يوسيميتي الوطنية عام 1890. وادي يوسيميتي وبستان ماريبوسا أضيفا إلى الحديقة الوطنية في عام 1906..
كان لـجيش الولايات المتحدة سلطة قضائية على الحديقة الوطنية من عام 1891 إلى عام 1914، تلتها فترة وجيزة من الإشراف المدني. ثم انشأت إدارة المتنزهات الوطنية فتولت إدارة الحديقة عام 1916. وقد ساعدت التحسينات على الحديقة على زيادة معدل الزيارة خلال هذه الفترة. فشلت قوات المحافظة التي يقودها موير ونادي سييرا في إنقاذ وادي هيتش هيتشي في عام 1923. عام 1964، تم تخصيص 89 في المئة من الحديقة كمنطقة برية محمية للغاية، وأضيفت إليها المناطق المحمية الأخرى المجاورة للمنتزه. توقف سقوط النار يوسمايت (Yosemite Firefall) الشهير، الذي تم إنشاؤه عن طريق دفع الجمر الأحمر الساخن قبالة جرف بالقرب من نقطة غلاسيه ليلا، في منتصف القرن العشرين إلى جانب أنشطة أخرى اعتبرت غير متسقة مع حماية الحديقة الوطنية..

## أوائل التاريخ

### الهنود الحمر
ربما زار البشر منطقة يوسيميتي منذ ما بين 8000 و 10,000 عام مضى. بحلول الوقت الذي بدأ فيه الناس باستوطان وادي يوسيميتي قبل 3000 عام، النباتات والطرائد في المنطقة مماثلة لتلك الموجودة اليوم؛ كانت لدى المنحدرات الغربية من سييرا نيفادا شجر البلوط، الغزلان، والسلمون، في حين أن سييرا الشرقية لديها الصنوبر والسبج. سافرت مجموعات من السكان الأصليين بين هاتين المنطقتين للتجارة والمداهمة.

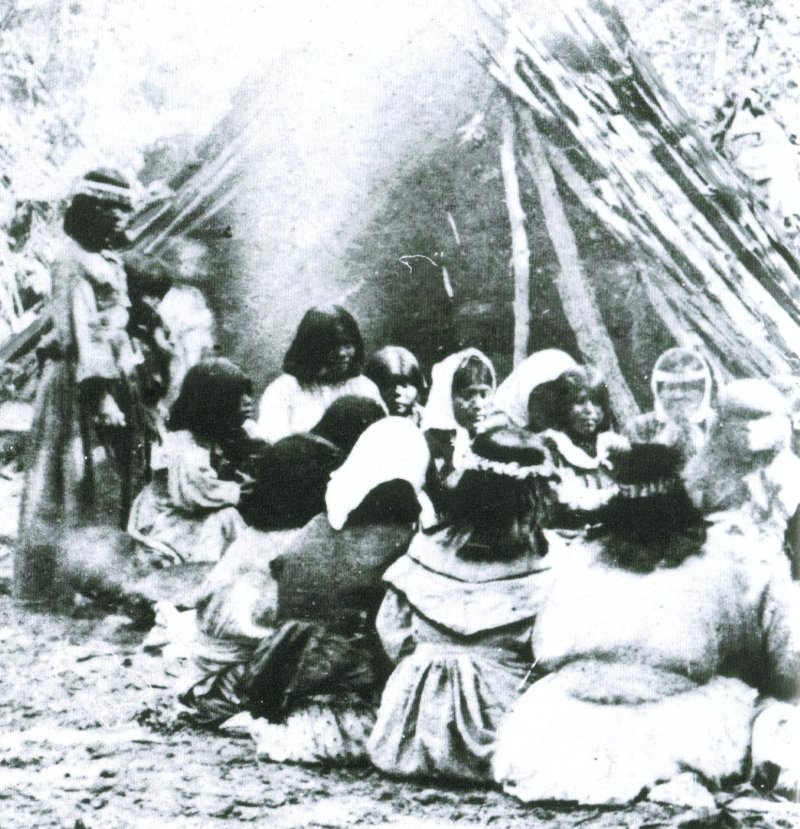
مراسم بايوت اليوسيميتي عام 1872، في كوخ يوسيميتيLodge

ويقسم علماء الآثار فترة ما قبل الاتصال الأوروبي الأمريكي في المنطقة إلى ثلاث مراحل حضارية. مرحلة (Crane Flat) استمرت من 1000 قبل الميلاد إلى 500 ميلادي وتتميز بالصيد باستخدام أداة تدعى (atl atl) واستخدام الرحى. مرحلة (Tarmarack) استمرت من عام 500 حتى 1200، تميزت بالتحول إلى استخدام نقاط الصخور أصغر، مشيرا إلى التطور واستخدام القوس والسهم. مرحلة (Mariposa) استمرت من عام 1200 إلى وقت الاتصال مع الأميركيين الأوروبيين.
أصبحت التجارة بين القبائل أكثر انتشارا خلال مرحلة (Mariposa)، واستمر النظام الغذائي في التحسن. جماعات البايوت (Paiutes)، الميوك (Miwok)، والمونوس (Monos) قاموا بزيارة المنطقة للتجارة، طريق تجاري رئيسي واحد كان عبر ممر مونو وخلال الوادي الدامي إلى بحيرة مونو في شرق كاليفورنيا
.
وكانت جماعات البايوت السكان الأولييون في منطقة يوسيميتي وسفوح الجبال إلى الشرق خلال مرحلة (Mariposa) والمراحل التاريخية. عاشت جماعات الميوك وسط سييرا على طول مصارف نهري تثولومن وستانيسلاوس، في حين أن جماعات البايوت سكنت المصارف العلوية من نهري ميرسيد وتشاوتشيلا.
السكان الأصليين يطلقون على أنفسهم أه-واه-ني-تشي (Ah-wah-ne-chee)، وهذا يعني "سكان أهوني" (dwellers in Ahwahnee)." هلك أغلب الأهوانيتشي بمرض في حوالي 1800، وغادر الوادي، على الرغم من أن حوالي 200 عادوا تحت قيادة تنيا وهو ابن رئيس الأهونيتشي.
انتقل السكان الأمريكيون الأصليون المهجرون من ساحل كاليفورنيا إلى سييرا نيفادا خلال الفترة من أوائل إلى منتصف القرن التاسع عشر، وبذلك جلبوا معهم معرفتهم بالأغذية الإسبانية، والتكنولوجيا، والملابس. بجمع قواهم مع القبائل الأخرى في المنطقة، دهموا أراضي، وقادوا قطعان من الخيول إلى سييرا، حيث أصبحت لحوم الخيل مصدرا رئيسيا جديدا للغذاء..

### الاستكشاف من قبل الأميركيين الأوروبيين
على الرغم من أن هناك بعثات إسبانية، للمدن والحصون على طول ساحل كاليفورنيا، لم يقم المستكشفون الإسبان بزيارة سييرا نيفادا. كان أول الأمريكيين الأوروبيين الذين قامو بزيارة الجبال ضمن مجموعة بقيادة صياد الفراء جيديدة سميث (Jedediah Smith)، التي تعبر شمال منطقة يوسيميتي في مايو عام 1827، في إبيتس باس (Ebbetts Pass).

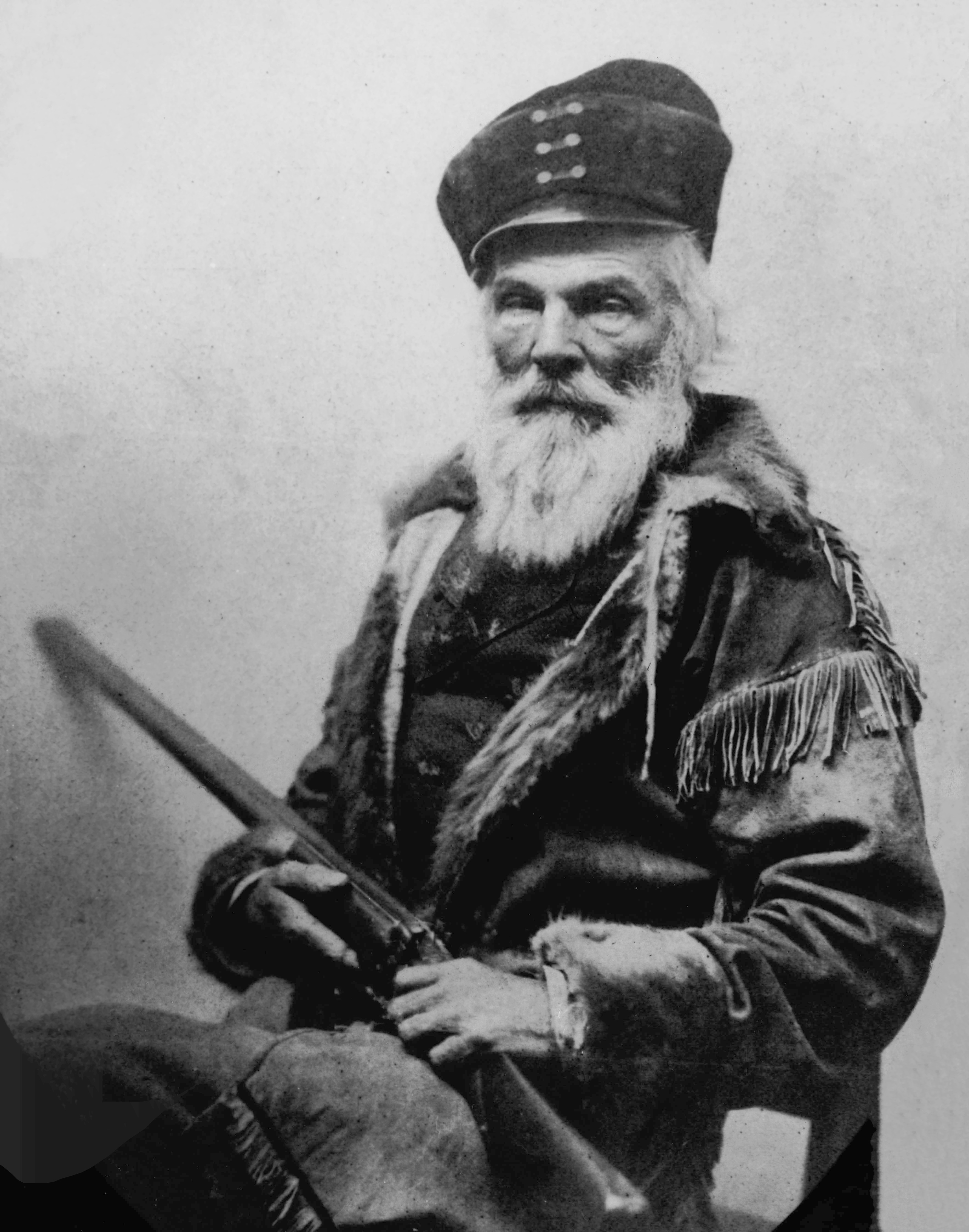
جوزيف ووكر، حوالي عام 1860. وقد يكون أول أمريكي أوروبي يرى وادي يوسيميتي.

قد تكون تمت رؤية مجموعة من الصيادين بقيادة رجل الجبل جوزيف ريديفورد ووكر في وادي يوسيميتي في خريف عام 1833. وقد اقترب ووكر من حافة الوادي بينما قاد مجموعته عبر سييرا نيفادا، لكنه لم يدخله. كتب أحد أعضاء المجموعة زيناس ليونارد (Zenas Leonard) في يومياته أن التدفق في حافة الوادي كان يهبط "من مكان بارز إلى آخر، ويبدو أن بعض هذه الجروف كانت أعلى من ميل في طولها "." ربما زارت جماعة ووكر إما بستان تولومن أو ميرسيد من أشجار السيكويا العملاقة، ليصبحوا أوائل الأشخاص غير السكان الأصليين يرون الأشجار العملاقة، ولكن اليوميات المتعلقة بجماعة ووكر كانت قد دمرت عام 1839، في حريق مطبعة في فيلادلفيا.

الجزء من سييرا نيفادا حيث تقع الحديقة كان يعتبر منذ فترة طويلة حاجزا للمستوطنين الأمريكيين الأوروبيين والتجار والصياديين والمسافرين. تغير هذا الوضع عام 1848 بعد اكتشاف الذهب في سفوح التلال الغربية. وقد زاد نشاط السفر والتجارة بشكل كبير في المنطقة خلال فترة حمى الذهب في كاليفورنيا. الموارد التي كان يعتمد عليها السكان المحليون استنزفت أو دمرت، وانتشر المرض الذي جلبه الوافدون الجدد بسرعة خلال السكان الأصليين. وأصبح إبادة الثقافة المحلية سياسة حكومة الولايات المتحدة.
أول رؤية مؤكدة لوادي يوسيميتي من قبل شخص غير ساكن أصلي كان في 18 أكتوبر 1849 من قبل ويليام ب. أبرامز (William P. Abrams) ورفيقه. وصف أبرامز بدقة بعض المعالم، ولكنه أمر غير المؤكد ما إذا كان هو أو رفيقه قد قامو بدخول الوادي فعلا. في عام 1850، أصبح واحد من ثلاثة أشقاء، جوزيف، ويليام، أو ناثان سكريتش، أول شخص مؤكد من غير السكان الأصليين قام بدخول وادي هيتش هيتشي. 
أجرى طاقم المسح الخاص بأليكسي فون سشميدت (Allexey W. Von Schmidt) أول جولة منهجية لأي جزء من منطقة يوسيميتي البرية عام 1855. وكان الطريق الفعلي الذي اتخذوه من 5 إلى 6 أميال إلى الجنوب من خط الأساس الفعلي، وذلك بسبب الصعوبات الطبوغرافية، بما في ذلك وادي نهر تولومن على ارتفاعات منخفضة، والمنحدرات الجبلية الشديدة.  ومع ذلك، كان هذا أول مسح على خط مستقيم عبر سييرا نيفادا منذ عام 1879 إلى عام 1883a تم مسح أجزاء كبيرة من النصف الغربي من الحديقة كجزء من المسح العام للأراضي. مع ذلك، فإن الشخص المتعهد لأكبر منطقة هو س.أ. هانسون (S. A. Hanson)، تم إدراجه فيما بعد بين أولئك المرتبطين بنقابة بنسون، وربط بينه وبين المسوح التي ربما تكون ملفقة. المسوحات الطوبوغرافية التي قام بها الملازم مونتغمري م.كومب Montgomery M. Macomb, تحت جورج م ويلر مسوحات غرب خط طول 100° تم الانتهاء منها في أواخر عام 1870 وأوائل عام 1880.

### ماريبوسا الحروب والإرث

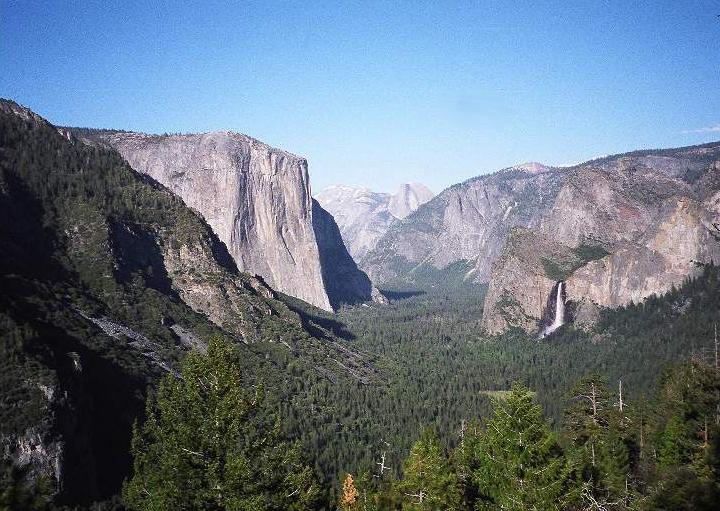
كتيبة ماريبوسا رأت في الأول وادي يوسيميتي. صورة من عام 2003

مخيم جيمس سافاج (James Savage) التجاري الواقع على نهر ميرسيد، 10 أميال (16 كم) غرب وادي يوسيميتي، كان قد دوهم من قبل الأمريكيين الأصليين (الهنود الحمر) في ديسمبر عام 1850، وبعد ذلك انسحب المغيرون إلى الجبال. وجه نداء إلى حاكم ولاية كاليفورنيا لوضع حد لهذا، وأدت غارات أخرى إلى تشكيل كتيبة ماريبوسا عام 1851، وبداية حرب ماريبوسا.

قاد سافاج الكتيبة إلى وادي يوسيميتي عام 1851، في السعي نحو 200 أهوانيتشي (Ahwaneechees) برئاسة رئيس تينايا. في 27 مارس عام 1851، وصلت سرية من 50 إلى 60 رجل إلى ما يسمى الآن نقطة الإلهام القديمة، حيث تكون ملامح وادي يوسمايت الرئيسية مرئية. تم القبض على رئيس تينايا وفرقته في نهاية المطاف وحرقت قريتهم. اصطحب الأهوانتشي من قبل الكابتن جون بولينغ (John Bowling)، إلى حجز نهر فريسنو، وتم حل الكتيبة في 1 يوليو 1851. الحياة في الحجز كانت غير سارة وكان الأهونيتشي يتوقون إلى واديهم. وافق مسؤولو الحجز وسمحوا لتنايا وبعض فرقته بالعودة بإقرار التزامي.

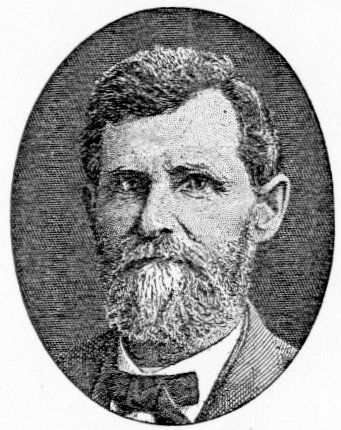
الدكتور لافاييت بونيل (Dr. Lafayette Bunnell) اسمى العديد من المعالم في الحديقة، بما في ذلك وادي يوسيميتي. صورة من كتابه عام 1880، اكتشاف يوسيميتي، والحرب الهندية عام 1851
.

دخلت مجموعة من ثمانية من عمال المناجم وادي يوسيميتي في مايو عام 1852، ويزعم أنه تمت مهاجمتهم من قبل محاربي تينايا. قتل اثنان من عمال المناجم. ردت قوات الجيش النظامي تحت قيادة الملازم تريدويل مور (Tredwell Moore) بإطلاق النار على ستة من الأهوانيتشي كان في حوزتهم ملابس رجال بيض.
فرت فرقة تينايا من الوادي، وطلبت اللجوء مع المونو وهي قبيلة أمه. في منتصف عام 1853، عاد الأهونيتشي إلى الوادي، ولكنهم خدعوا في وقت لاحق مضيفيهم من المونو بسرقة الخيول التي أخذها المونو من رعاة الماشية غير الأصليين. في المقابل، تعقب المونو وقتلوا العديد من الأهوهنيتشي المتبقون، بما في ذلك تينايا. سميت بحيرة تنايا بعد أن سقط الرئيس. قلت الأعمال العدائية بحلول منتصف عام 1850 بدأ السكان الأمريكيين الأوروبيين المحليين في إقامة علاقات صداقة مع الأمريكيين الأصليين الذين ما زالوا يعيشون في منطقة يوسيميتي.
اقترح أعضاء الكتيبة أسماء للوادي بينما كانوا مخيمين في بريدالفيل ميدو (Bridalveil Meadow). واقترح طبيب المجموعة الذي كان متعلقًا بوحدة سافاج، الدكتور لافاييت بونيل (Dr. Lafayette Bunnell) الاسم «يو-سيم-ي-تي» "Yo-sem-i-ty"، أخذه من قبائل سييرا ميوك المحيطة، الذين كانوا يخشون قبيلة وادي يوسميت. سافاج، الذي كان يتكلم بعض اللهجات المحلية، ترجم هذا بـ «الدب الأشيب كامل النمو» "full-grown grizzly bear".«[21] المصطلح، الذي ربما كان مستمدا من أو مشابهًا مع أوزوماتي أو أوهاتي، وهذا يعني» الدب الأشيب«هو كلمة من سييرا ميوك الجنوبية Yohhe'meti وتعني» هم القتلة"." سمى بونيل العديد من الخصائص الطبوغرافية المحلية الأخرى في نفس الرحلة.
قام بونيل بصياغة مقال عن الرحلة، لكنه دمره عندما اقترح مراسل صحيفة في سان فرانسيسكو تقليل تقدير الارتفاع المقدر بـ 1500 قدم (460 مترا) لجدران الوادي إلى النصف؛ والجدران هي في الواقع ضعف الارتفاع الذي قدره بونيل. أول كتاب منشور عن وادي يوسيميتي كتبه الملازم تريدويل مور في 20 يناير 1854 (تسجيل أحداث ماريبوسا). مؤسسًا الإملاء الحديث من يوسيميتي. ووصف بونيل انطباعاته الغاضبة عن الوادي في كتابه «اكتشاف يوسيميتي»، الذي نشر عام 1892.

### الفنانين والمصورين، وأوائل السياح

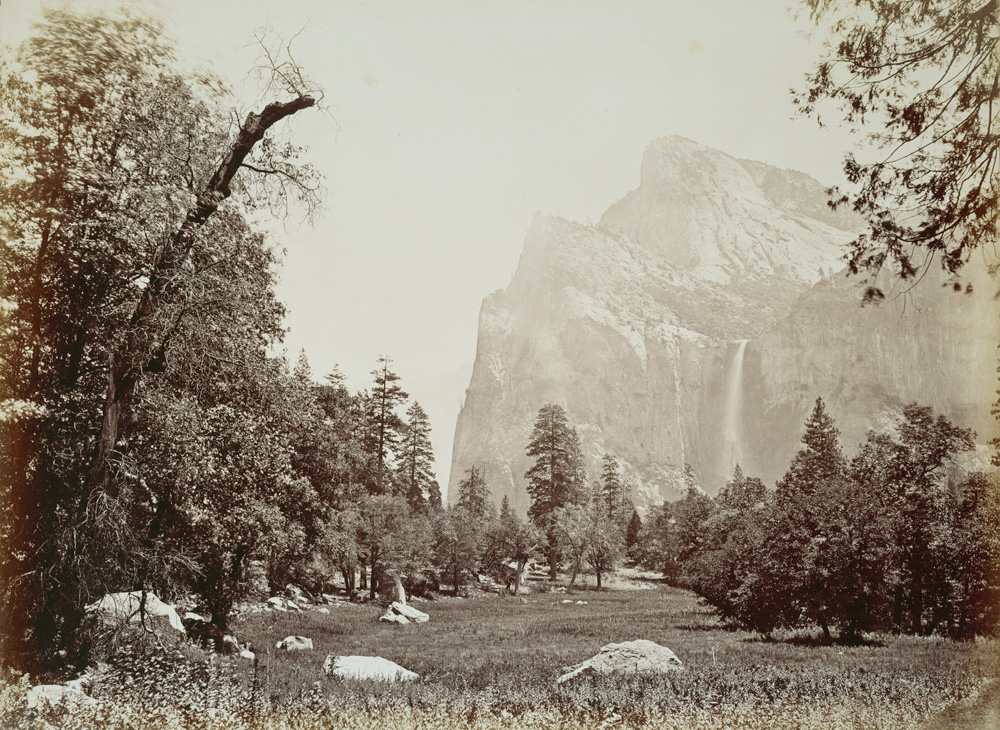
صورة فوتوغرافية لشلال برايدالفيل والمصور كارلتون إ. واتكينز

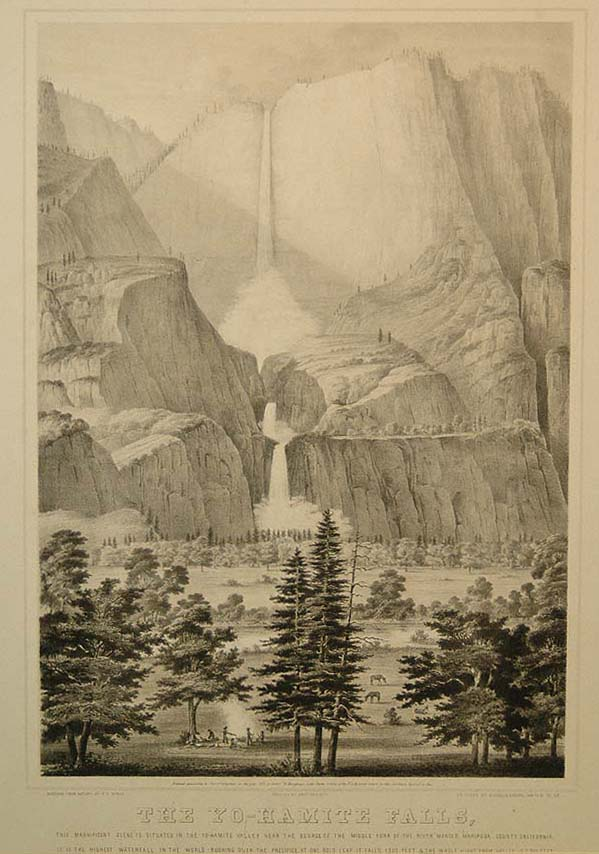
شلال يوسيميتي مطبوعة تظهر في مجلة هتشينغز، من رسم توماس أيريس

زار ثمانية وثمانون شخصًا من غير الهنود الحمر وادي يوسيميتي عام 1855، بما في ذلك كاتب سان فرانسيسكو جيمس ماسون هتشينغز والفنان توماس أيريس. كتب هتشينغز مقالًا عن تجربته التي نشرت في 12 يوليو 1855، إصدار ماريبوسا وأيريس من شلالات يوسمايت نشرت في أواخر 1855؛ وقدم أربعة من رسوماته في المقال الرئيسي يوليو 1856 والعدد الأولى من مجلة هتشينج المصورة. هذه المقالة والرسوم التوضيحية صنع الاهتمام السياحي في يوسيميتي وأدت في نهاية المطاف إلى حمايتها.
عاد أيريس عام 1856 وزار مروج تولومن في البلدة المرتفعة في المنطقة. وقد تم توزيع أعماله الفنية المليئة بالتفاصيل وحساباته المكتوبة على الصعيد الوطني، كما أقيم معرض فني لرسوماته في مدينة نيويورك.
أخذ هتشينغز المصور تشارلز ليندر ويد (Charles Leander Weed) إلى وادي يوسيميتي عام 1859؛ التقط ويد الصور الأولى لمعالم الوادي، والتي عرضت على الجمهور في معرض سبتمبر الذي عقد في سان فرانسيسكو. نشر هاتشينغز أربع حلقات من «وادي يو سيميت العظيم» من أكتوبر 1859 إلى مارس 1860 في مجلته وأعاد نشر مجموعة من هذه المقالات في مشاهده من العجائب والفضول في ولاية كاليفورنيا، والتي ظلت في الطباعة في 1870.

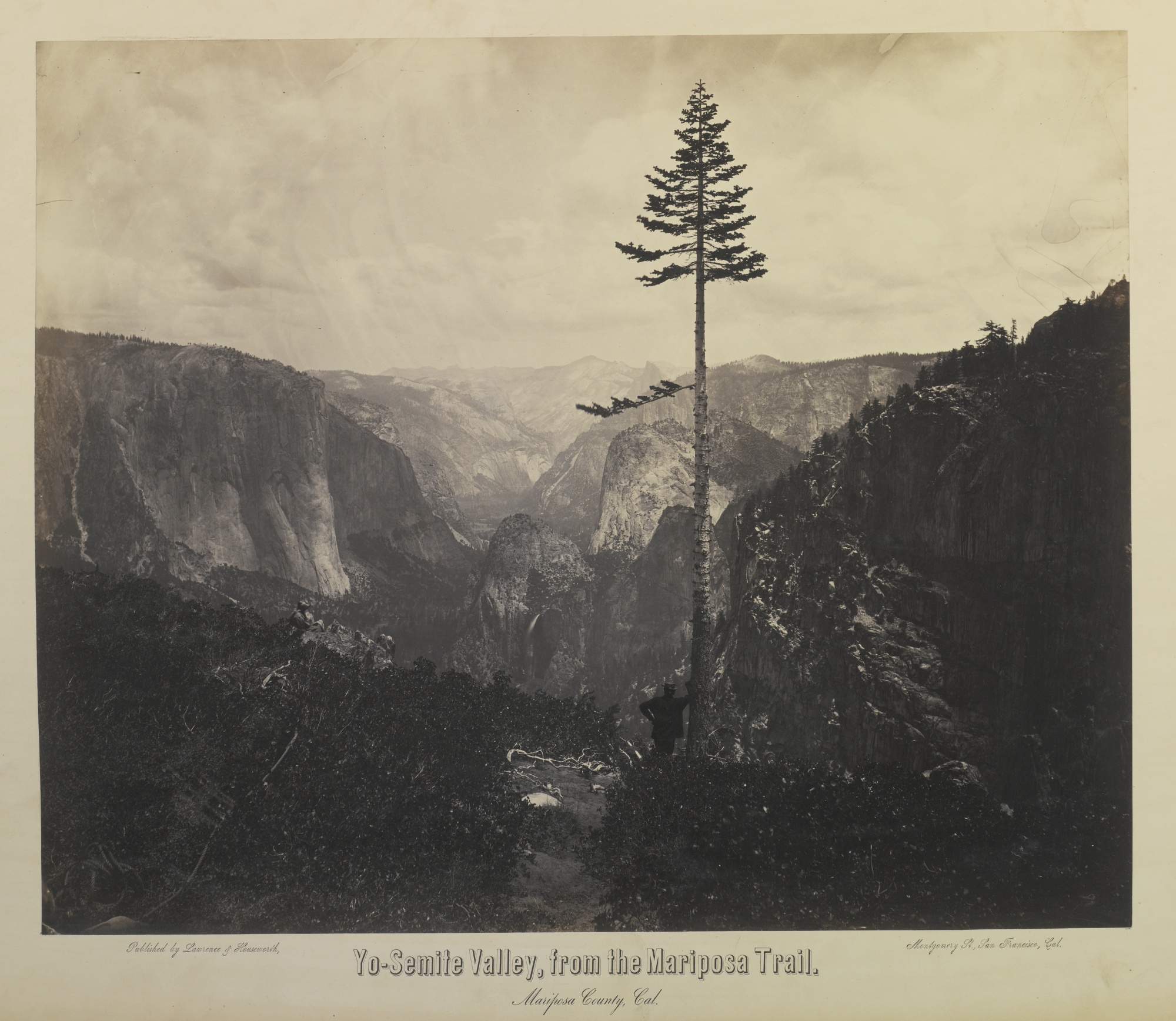
صورة لوادي يوسيميتي لتشارلز ليندر ويد عام 1864.

عرض كارلتون واتكينز لوحته ذات الأبعاد 17 في 22 إنش (43 من 56 سم) مناظريوسيميتي في معرض باريس الدولي .

قام المصور أنسل آدمز برحلته الأولى إلى يوسيميتي عام 1916؛ صورته للوادي جعلته مشهورًا في العشرينات والثلاثينات. ورث آدمز صوره الأصلية ليوسيميتي إلى جمعية حديقة يوسيميتي، ويمكن للزوار شراء المطبوعات المباشرة من النيجاتيف الأصلي. الاستوديو الذي يبيع المطبوعات تأسس عام 1902 من قبل الفنان هاري كاسي بيست.
فتحت ميلتون وهيوستن مان طريقا ذا رسوم إلى وادي يوسمايت في عام 1856، حتى جنوب نهر ميرسيد. وكانوا يأخذوا مبلغا كبيرا قدره دولاران للشخص الواحد حتى اشتري الطريق مقاطعة ماريبوسا، وبعد ذلك أصبح الطريق حرًا.

 عام 1856 اكتشف المستوطن جالين كلارك جرف ماريبوسا ذا أشجار السيكويا العملاقة في واونا، وهو معسكر السكان الأصليين في ما هو الآن الجزء الجنوبي الغربي من الحديقة.

## المتنزه الوطني

### تأثير جون موير
فور وصوله إلى كاليفورنيا في مارس عام 1868، خرج عالم الطبيعة جون موير إلى منطقة يوسيميتي، حيث وجد عمل رعي الأغنام التي يملكها مزارع محلي يدعى بات ديلاني. وقد أتاحت وظيفة موير له الفرصة لدراسة النباتات والصخور والحيوانات في المنطقة; المقالات والأوراق العلمية التي كتبها كانت تصف ملاحظاته، وقد ساعدت على زيادة الاهتمام العلمي بالمنطقة. كان موير واحدا من أول من اقترح أن المعالم الرئيسية لوادي يوسيميتي تم تكونها بواسطة الأنهار الجليدية الكبيرة، مما يتناقض مع وجهة نظر العلماء المعترف بهم مثل جوشيا ويتني (Josiah Whitney)، الذي اعتبر موير شخص هاو.
خوف موير من قطع الأشجار الضخمة والرعي في المروج والأضرار الأخرى، دفعه للتغير من كونه مروجًا للمكان ليصبح عالمًا وحاميًا له. أقنع العديد من الناس ذوي النفوذ بالتخييم معه في المنطقة، مثل رالف والدو إيمرسون عام 1871. حاول موير إقناع ضيوفه بأن المنطقة بأكملها يجب أن تكون تحت الحماية الفدرالية. ولم يتمكن أي من ضيوفه خلال الثمانينيات من القرن التاسع عشر من فعل الكثير في قضية موير، باستثناء روبرت أندروود جونسون، محرر مجلة سينتوري. من خلال جونسون، كان لموير جمهورا وطنيا لكتاباته وجمهور بارز في الكونغرس.
تم تحقق رغبة موير جزئيا في 1 أكتوبر 1890، عندما أصبحت المنطقة الواقعة خارج الوادي وبستان السيكويا حديقة وطنية بموجب قانون يوسيميتي. وينص القانون على أن «الحفاظ على الأخشاب والرواسب المعدنية والمظاهر الطبيعية والعجائب والاحتفاظ بها في حالتها الطبيعية» ويحظر «التدمير الوحشي للأسماك واصطيادها وتدميرها لأغراض التجارة والربح.»

## الحيوانات البرية

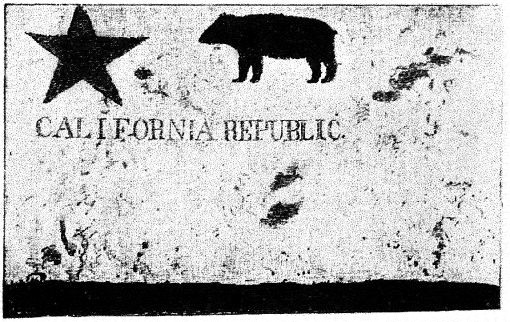
العلم الأصلي لكاليفورنيا يظهر الدب البني الذي كان متوطنا في منطقة يوسيميتي، ولكنه الآن انقرض. هذه الصورة من عام 1890 تظهر علم الدب الأصلي الذي تم تدميره في عام 1906.

الدببة البنية، التي تسمى أيضا غريزليز (grizzlies)، كانت بارزة في أساطير الميوك وكانت أكثر الحيوانات المفترسة في المنطقة حتى 1920، عندما أصبحت انقرضت محليا. رسم لدب يوسيميتي الأشيب لتشارلز نهل كان يزين علم كاليفورنيا.
حازت الدببة السوداء الأمريكية على الاهتمام في الثلاثينيات، ولكن في عام 1929 وحده، كان 81 شخصا يحتاجون للعلاج من الإصابات الناجمة عن الدببة. تميزت الدببة المزعجة بالطلاء الأبيض قبل أن يتم نقلها إلى أجزاء أخرى من الحديقة، وعند تكرار الهجوم من نفس الدب يتم قتله. وتوقفت عروض تغذية الدببة في عام 1940، ولكن خدمة المتنزهات استمرت في قتل الدببة التي تداهم المعسكرات عادة، تم قتل 200 دب بين عامي 1960 و 1972. 
لزيادة دخلهم، حاصر الحراس الحيوانات المفترسة مثل الذئاب، الثعالب، الوشق، أسود الجبل، والشره لفرائهم، وهي ممارسة ظلت حتى عام 1925. قتل 43 من أسود الجبل في يوسيميتي من قبل صياد أسد الدولة في عام . وقد كان يتم اصطياد الباز أصهب الفخذ.
كبش الجبال الصخرية والذي قيد للانقرض محليًا بسبب الصيد والأمراض، تم جلبه من جديد إلى شرق الحديقة. كما ساعدت خدمة المتنزه وصندوق يوسيميتي الصقر الجوال أو الشاهين والبومة الرمادية العظمى على إعادتها ثانية. الإلكة من نوع (tule elk) التي تم اصطيادها لدرجة الانقراض، تم تسكينها في حظيرة في يوسيميتي قبل نقلها إلى وادي أوينز في شرق كاليفورنيا.

## وصلات خارجية
- Yosemite: the Park and its Resources (1987) by Linda W. Greene
- Historic Yosemite Indian Chiefs – with photos at Archive.is (نسخة محفوظة 2012-12-04)

- Guardians of the Yosemite (1961) by John W. Bingaman